# Phaeno
L'edifici Phaeno es troba en Wolfsburg i alberga el Centre de Ciències Phaeno.
L'estructura, de 154 m de longitud, es recolza en deu peus cònics. Va ser dissenyat per l'arquitecta nascuda a Iraq, Zaha Hadid, qui va guanyar en 2000 la competició per al seu disseny. Es va acabar de construir al novembre de 2005.
L'interior no presenta angles rectes.
Va ser construït per l'empresa Neuland Wohnbaugesellschaft mbH per a la ciutat de Wolfsburgo. Té una superfície construïda de 12 000 m² que alberguen 9000 m² d'espai d'exhibició. Hi ha a més un aparcament subterrani de 15 000 m².
L'edificació tracta de crear una conjunt d'espais complexos, dinàmics i fluids, que inclou suaus ondulacions de pujols artificials, valls creades sota l'estructura elevada principal o falsos cràters en el sòl del museu, així com espais il·luminats per llum natural i embuts que els comuniquen.
El Centre de Ciències Phaeno té una aparença exterior intencionadament misteriosa que mou a la curiositat, que fa que l'observador es trobi amb una complexitat i raresa aparent que no obstant això obeeixen a una organització estructural molt específica.
El seu emplaçament correspon amb el final d'una cadena d'edificis culturals importants, realitzats per Alvar Aalto, Hans Scharoun o Peter Schweger, al mateix temps que connecta amb la riba nord del Mittelland Kanal, on es troba la “Autostadt” de l'empresa Volkswagen. Nombroses vies de comunicació, tant per als vianants com de vehicles, passen per la zona o fins i tot a través del propi edifici. Com l'espai més voluminós, l'Exhibició, està elevada del sòl, es crea una plaça pública coberta on es desenvolupen diferents activitats comercials i culturals, al mateix temps que permet una visió diagonal de l'els diferents de l'espai d'exhibició. Un conducte acristallat, continuació del Stadtbrücke (pont de la ciutat), permet la visió de l'espai d'exposició.